# Johannes Schüler
Pour les articles homonymes, voir Schuler.
Johannes Schüler (né le 21 juin 1894 à Vietz, la Witnica polonaise actuelle, mort le 3 octobre 1966 à Berlin) est un chef d'orchestre allemand.

## Biographie
Schüler a étudié à l'Académie de musique de Berlin. En 1920, il a commencé sa carrière comme chef d'orchestre au Théâtre Municipal de Gliwice en Haute-Silésie. En 1922, il vient au théâtre de Königsberg en Prusse orientale et en 1924 pour la première fois à Hanovre. Il y reste quatre ans. Déjà à cette époque, s'est manifesté son engagement pour la musique contemporaine. Il a été parmi les premiers chefs qui ont interprété l'opéra Wozzeck d'Alban Berg.
En 1928, Johannes Schüler devient directeur régional de la musique à Oldenbourg et en 1932 directeur musical de l'Opéra de Halle. Après la prise du pouvoir par les nazis, de 1933 à 1936 il a été directeur de la musique à Essen avant d'être nommé en 1935 à l'Opéra d'État de Berlin. En 1937, il devient membre du NSDAP (n° 5377245). En 1938, il est nommé par Adolf Hitler Staatskapellmeister, et un an après directeur général. Le 3 octobre 1943, Schüler fait une tournée avec l'Orchestre philharmonique de Berlin à Cracovie dans les territoires occupés. Avant la fermeture des théâtres allemands liée à la guerre, Schüler dirige le 31 août 1944, lors de la dernière représentation à l'opéra Linden avec l'opéra de Mozart Les Noces de Figaro.
Schüler a été très apprécié en tant que chef d'orchestre par Hitler, de sorte qu'avant la fermeture prévue du théâtre, il a été inscrit en août 1944 sur la Gottbegnadeten-Liste (liste des bénis de Dieu), en compagnie des chefs d'orchestre les plus importants, ce qui l'a libéré de ses obligations de guerre.
Après la guerre en 1948, Schüler a dirigé la première représentation de l'opéra de Berlin avec Mathis der Maler de Paul Hindemith.
En 1949, Johannes Schüler est allé à Hanovre pour la deuxième fois. Il est resté là, jusqu'en 1960 comme directeur de Opéra de Hanovre. Parmi ses grands succès, on trouve le 17 février 1952 la création de l'opéra Boulevard Solitude du jeune compositeur Hans Werner Henze. Schüler est resté chef invité permanent du Staatsoper de Berlin.